# La Mort de Maria Malibran

La Mort de Maria Malibran (titre original : Der Tod der Maria Malibran) est un film allemand réalisé par Werner Schroeter, tourné en 1971 et sorti en 1972.

## Synopsis
Les derniers jours précédant la mort de la cantatrice française d'origine espagnole Maria Malibran (1808-1836), morte à 28 ans à la suite d'une chute de cheval.

## Fiche technique
- Titre : La Mort de Maria Malibran
- Titre original : Der Tod der Maria Malibran
- Réalisation : Werner Schroeter
- Scénario : Werner Schroeter
- Photographie : Werner Schroeter
- Montage : Werner Schroeter, Ila von Hasperg
- Musique : Hellmuth Pattenhausen,  Johannes Brahms, Giacomo Puccini, Gioachino Rossini, Igor Stravinsky, Mabel Wayne, Burt Bacharach
- Producteur : Werner Schroeter
- Société de production : Zweites Deutsches Fernsehen (ZDF)
- Sociétés de distribution : Filmverlag der Autoren
- Pays d'origine :  Allemagne de l'Ouest
- Format : Couleur — 16 mm — Son : Mono
- Genre : Comédie dramatique, Film musical, Film expérimental, Film underground
- Durée : 104 minutes (1 h 44)
- Dates de sortie :
  -  Allemagne de l'Ouest : 2 mars 1972
  -  France : mai 1972 (Festival de Cannes)
  -  États-Unis : 27 octobre 1972 (Festival du film de New York)

## Distribution
- Magdalena Montezuma : Maria Malibran
- Christine Kaufmann
- Candy Darling
- Annette Tirier
- Ingrid Caven
- Manuela Riva
- Einar Hanfstaengl
- Gabor von Lessner
- Kurt Jungmann
- Joachim Bauer
- S. Frascotti

## Production
Tourné en juillet/août 1972 à Vienne en Autriche, à Wilhelmsbad en Hesse et à Schwetzingen dans le Bade-Wurtemberg.
Le film a été restauré en 2010 par le Filmmuseum München  (musée du cinéma de Munich).

## Distinctions
Le film a été présenté à la Quinzaine des réalisateurs, en sélection parallèle du festival de Cannes 1972.